# Hexagenia mexicana
Hexagenia mexicana är en dagsländeart som beskrevs av Eaton 1885. Hexagenia mexicana ingår i släktet Hexagenia och familjen sanddagsländor. Inga underarter finns listade i Catalogue of Life.